# خلیج باکو
خلیج باکو خلیجی است به مساحت پنجاه کیلومتر مربع در جمهوری آذربایجان که در کرانه باختری دریای خزر، و در ساحل جنوبی شبه جزیره آب‌شوران واقع شده‌است. شهر باکو در کنارهٔ شمالی خلیج باکو و در دشت آب‌شوران قرار دارد. این شهر امروزه همهٔ کرانه‌های خلیج باکو را دربر گرفته‌است و از سوی باختر تا دامنه‌های کوه شبان (شبان‌داغ، ۳۵۴ متر) ادامه یافته‌است. خلیج باکو بندرگاه طبیعی شهر باکو است و باشگاه قایق‌های تفریحی محلی در آن قرار دارد.
خلیج باکو در بخش باختری نسبتاً ژرف و در جنوب خاوری کم‌عمق و صخره‌ای است، و چند جزیره به نام‌های زیره بزرگ (بیوک‌زیره) در جنوب و زیره سنگی (داش‌زیره) در جنوب شرقی و جزیره کاروانسرا در قسمت شمالی دماغه بیل، در شمال باختری آن است.
واژهٔ زیره در نام این جزیره‌ها کوتاه‌شدهٔ واژهٔ جزیره است. بادهای تندی در پاییز به نام‌های خَزْری (از شمال) و کیلاوار (از مغرب) می‌وزد و باران‌های شدیدی در آن می‌بارد.

## شرح
این خلیج ۴۰ کیلومتر مربع مساحت و ۲۰ کیلومتر خط ساحلی دارد. خلیج باکو از شرق با دماغه سلطان، از جنوب غربی با دماغه شیخ و از جنوب و جنوب شرق با جزایر قُم، داش زیره و بویوک زیره همسایه است. این جزایر بخشی از مجمع‌الجزایر باکو هستند که بیشتر در داخل خلیج قرار دارند. این ویژگی‌ها این خلیج را به مکانی مناسب به عنوان بندر تبدیل کرده‌است. بلوار باکو در کناره این خلیج قرار دارد. در طوفان‌های شدید، ارتفاع امواج در خلیج می‌تواند به ۱ تا ۵ متر برسد.

## تاریخ

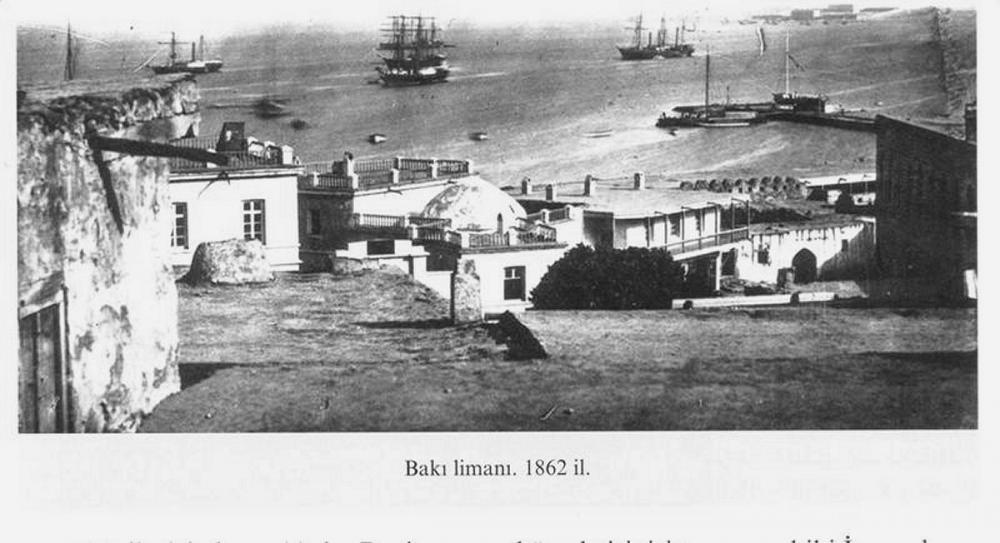
نمایی از خلیج باکو از ایچری شهر (۱۸۶۲)

از قرن اول میلادی تا قرن هفتم خلیج باکو خشک بود و جزایر این خلیج به خشکی پیوند داشتند. در نقشه بطلمیوس باکو دور از دریا توصیف شده‌است. پس از قرن هفتم، سطح آب دریای خزر تا قرن نهم افزایش یافت و از آن زمان شکل‌گیری خلیج باکو آغاز شد. تغییرات شدیدی در این محل در اواخر قرن هشتم رخ داد، زمانی که دریای خزر بیش از ده متر بالا آمد. زمین‌لرزه بزرگی در سال ۱۳۰۶ رخ داد و قصر باییل که در جزیره ای در خلیج باکو ساخته شده بود، زیر آب رفت و برای چندین قرن زیر آب ماند. تنها در اوایل قرن هجدهم، زمانی که دریای خزر عقب‌نشینی کرد، این جزیره دوباره ظاهر شد. ماریو سانوتو، جغرافی‌دان ایتالیایی قرن چهاردهم، با تأسف خاطرنشان می‌کند: «سطح آب دریای خزر هر ساله بالا می‌رود و بیشتر شهرها دچار سیل شده‌اند.» و طبق گفته‌های عبدالرشید باکویِ جغرافی‌دان، در سال ۱۴۰۳م. دریای خزر قسمتی از باکو را زیر سیل برد و آب دریا تا نزدیکی یک مسجد بالا آمد. در آن زمان دریا در نزدیکی پای قلعه دختر موج می‌زد و این در اذهان مردم محل افسانه دختری که خود را از بالای برج پرتاب کرده‌است تقویت کرد. در آن زمان قصر باییل که بر روی صخره ای در خلیج باکو ساخته شده بود، کاملاً در زیر آب قرار داشت. در جریان ۶۰۰ سال پس از آن، سطح آب دریا تا آغاز قرن بیستم کمابیش بالا بود و سپس آغاز به فروکش کرد.

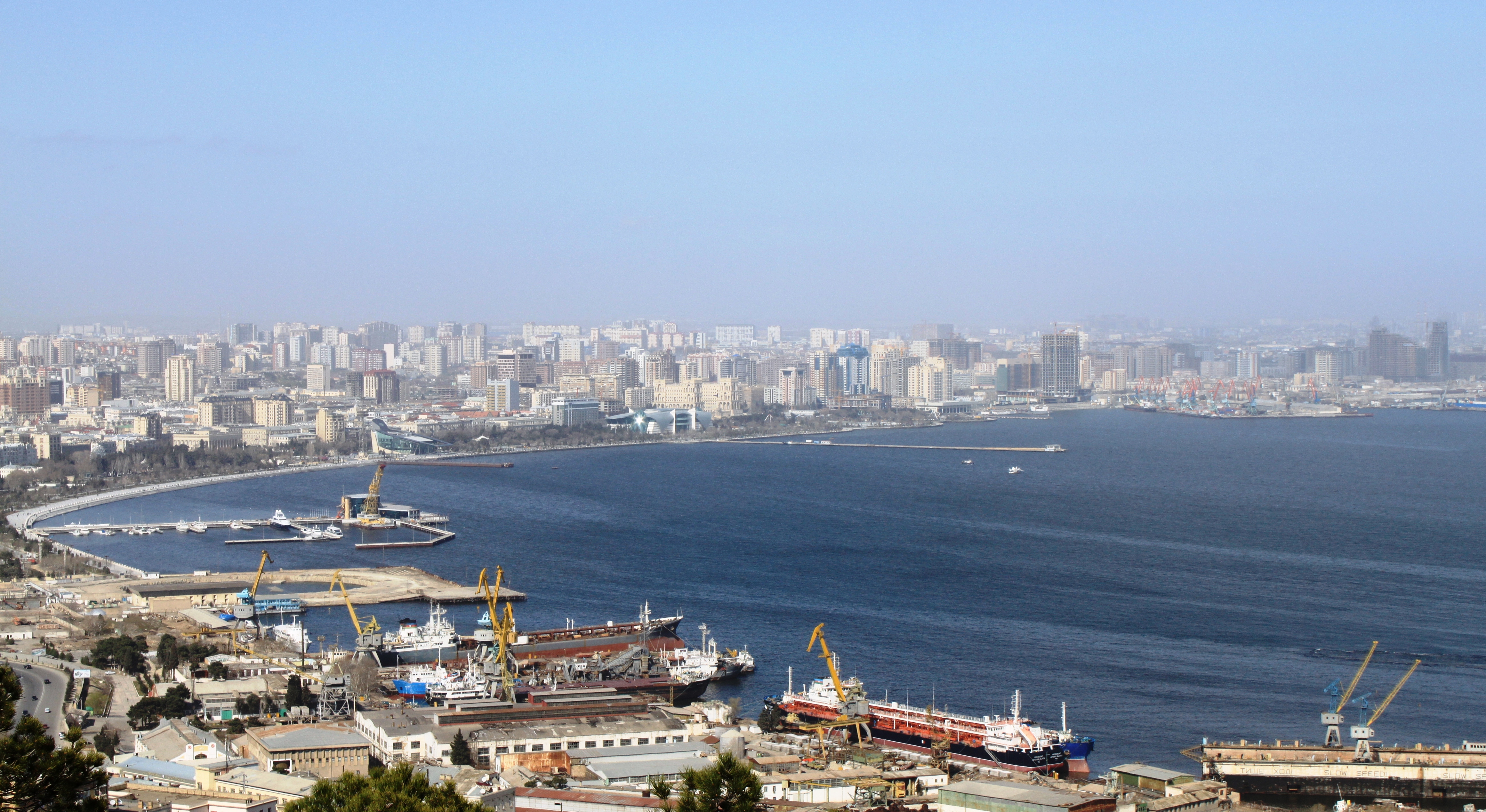
منظره‌ای به خلیج از تپه باییل

## شرایط بوم‌شناختی
بر اساس بیانیه یکی از نمایندگان وزارت محیط زیست و منابع طبیعی، دلایل زیادی برای آلودگی خلیج باکو وجود دارد. پسماندهای ناشی از اشیاء صنعتی، مسکونی و خانگی واقع در ساحل دریا و همچنین بهره‌برداری از شناورها، ذخایر نفت و گاز از عوامل اصلی بدتر شدن شرایط بوم‌شناختی است. کار بررسی عمق خلیج باکو از سال ۱۹۹۶ و سپس کار بیرون کشیدن سازه‌های فلزی و شناورهای غرق شده از آب آغاز شد. در سال‌های ۲۰۰۷–۲۰۰۹، کار در مقیاس بزرگ برای پاکسازی خلیج باکو از کشتی‌های غرق‌شده، سازه‌های فلزی و فنی غیرقابل بهره‌برداری و خطوط لوله زیردریایی ازکارافتاده آغاز شد. در مجموع ۴۵۰۰ تن ضایعات فلزی و تقریباً ۴۱۲ تن ضایعات چوبی از دریا بیرون کشیده شد.

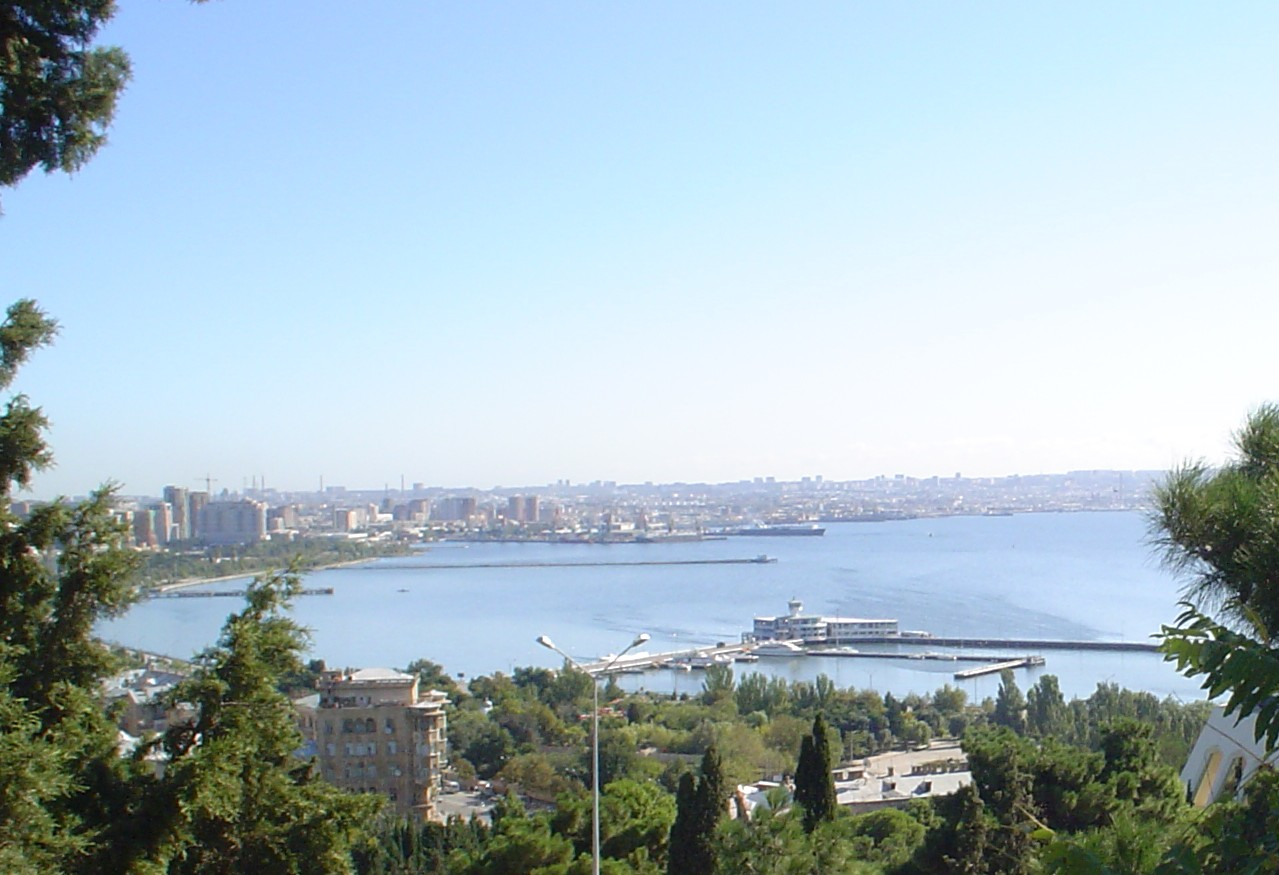
بخشی از خلیج نمایی از فونیکولار.

## بنادر و پل‌ها
بندر تجاری در امتداد سواحل شمالی و غربی خلیج باکو امتداد دارد. بندر به‌طور کامل تجهیز شده و کلیه کارهای تخلیه و بارگیری در آن مکانیزه می‌باشد. اسکله‌ای نیز در قسمت شمال غربی خلیج باکو وجود دارد. بحثی در مورد نیاز به ساخت یک پل از طریق خلیج باکو، از لوکباتان به بزرگراه زیگ وجود دارد. طول پل روی دریا از شیخ تا زیگ ۱۴٫۵ کیلومتر در نظر گرفته شده‌است. طول کل پل که به بزرگراه کمربندی متصل خواهد شد ۲۶ کیلومتر است. پل دریایی بر روی پایه‌های مرتفع ساخته می‌شود تا مانع حرکت شناورها نشود. قرار است این پل تا سال ۲۰۱۵ تحویل داده شود. کار ساخت و ساز آن به مدت ۳٫۵ سال به طول خواهد انجامید.

## سرگرمی‌ها
شرکت‌های خارجی قصد دارند یک مرکز تفریحی در جزایر بویوک‌زیره و پیراللهی خلیج باکو افتتاح کنند. در روزنامه‌های آذربایجانی گزارش شده‌است که یک شرکت ترکیه‌ای که در حال آماده‌سازی پروژه است و ساخت مرکز تفریحی جزیره نارگین را اجرا خواهد کرد. قرار است هتل‌های مدرن، مکان‌های تفریحی و ساختمان‌های دیگر در جزیره افتتاح شود. همچنین قرار است یکی از بزرگترین شهربازی‌ها در محدوده کشورهای مستقل همسود در اینجا افتتاح شود که توسط متخصصان آلمانی ساخته خواهد شد. انتظار می‌رود این جزیره در آینده یکی از مراکز گردشگری باشد.

## نکات جالب
- در زیر آب‌های خلیج باکو شهری به نام باییل (صبائیل) وجود دارد.
- یک سالاد به نام خلیج باکو نامگذاری شد.[۱۳]

## تمبرشناسی

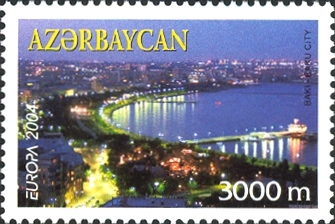
۲۰۰۴
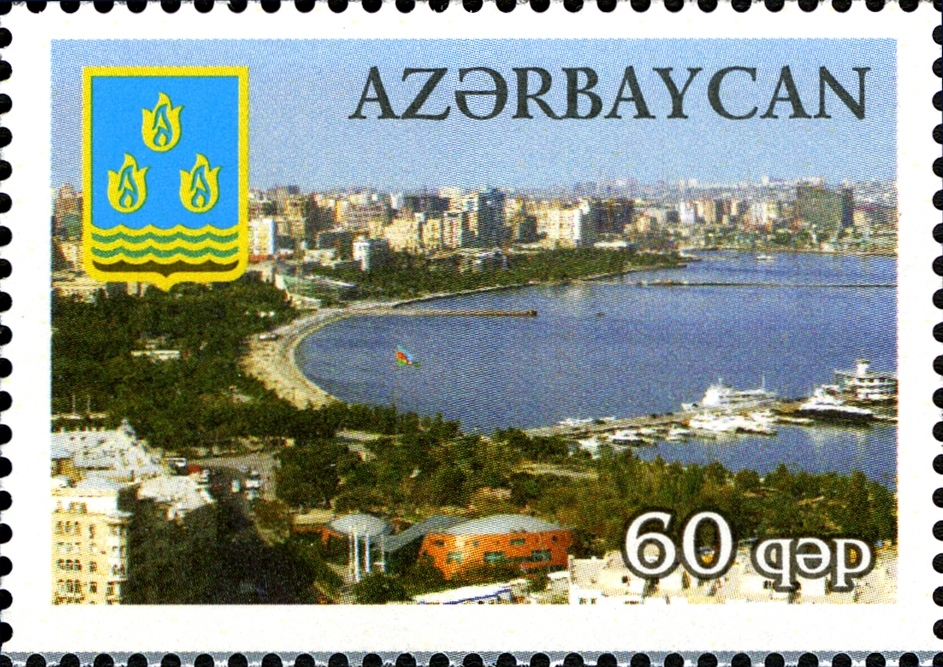
۲۰۱۲

## نگارخانه

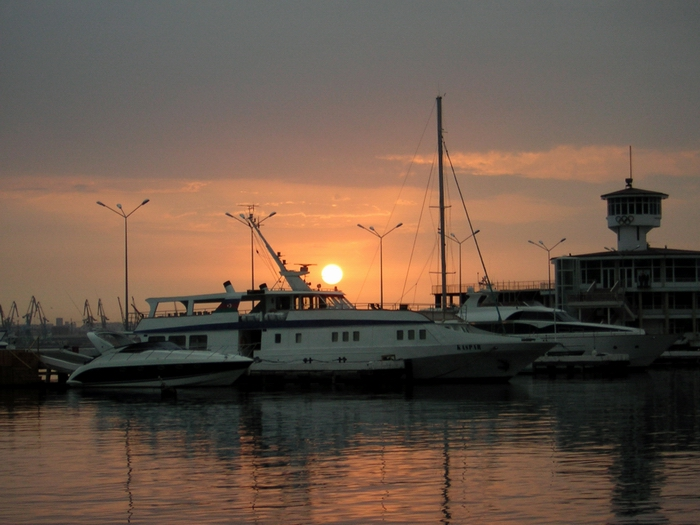
باشگاه قایق بادبانی.
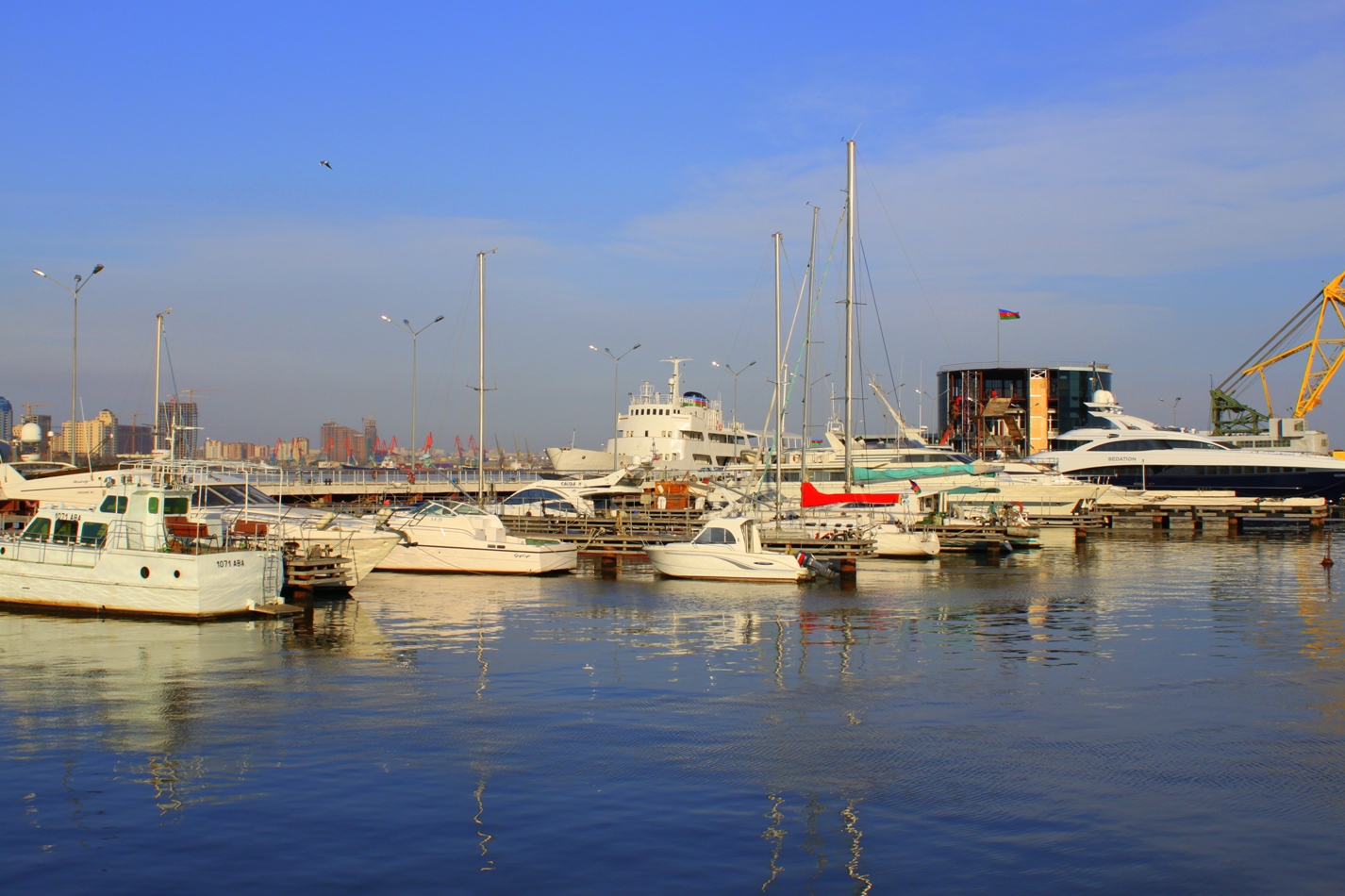
باشگاه قایق بادبانی.
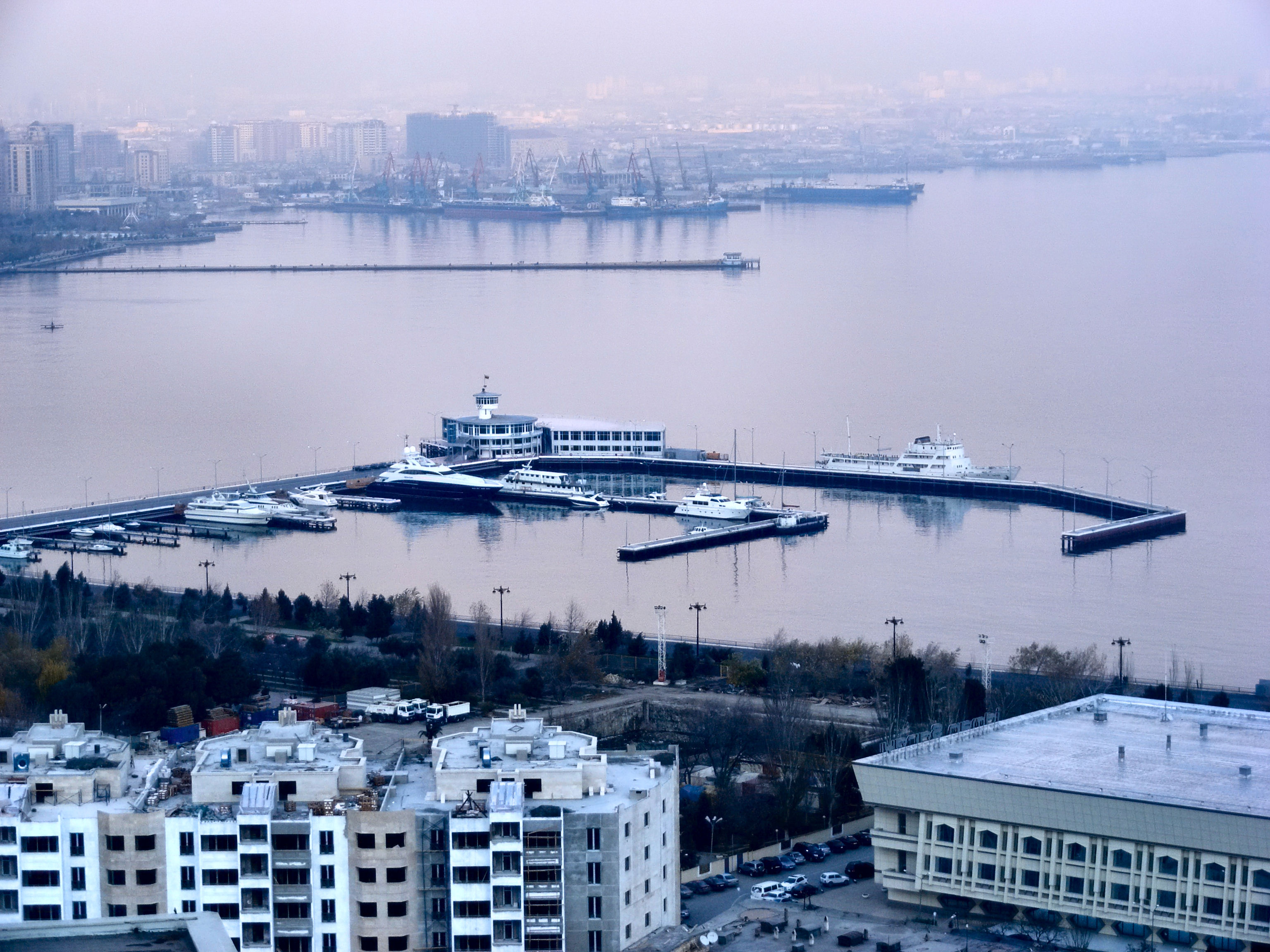
باشگاه قایق بادبانی.
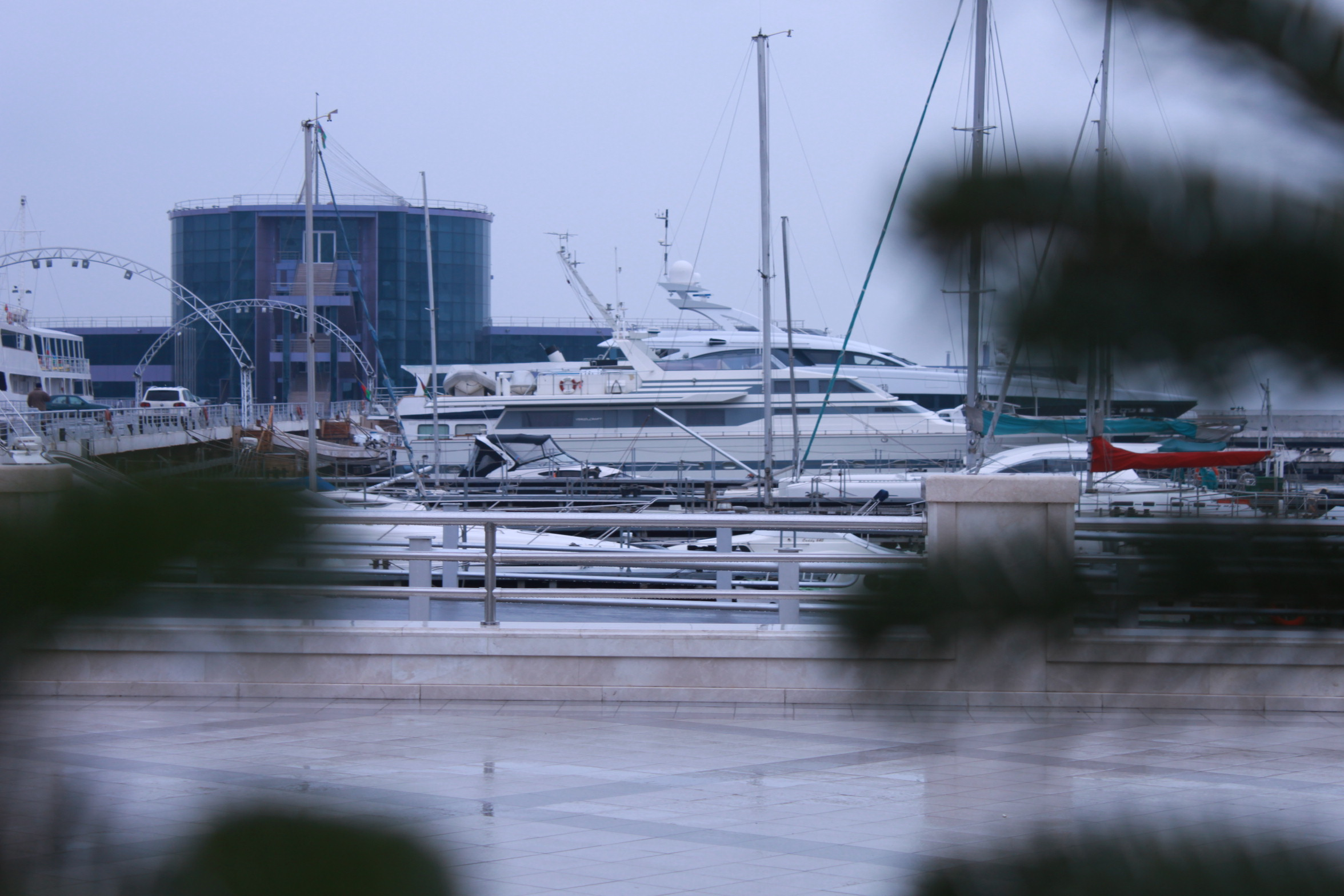
باشگاه قایق بادبانی.
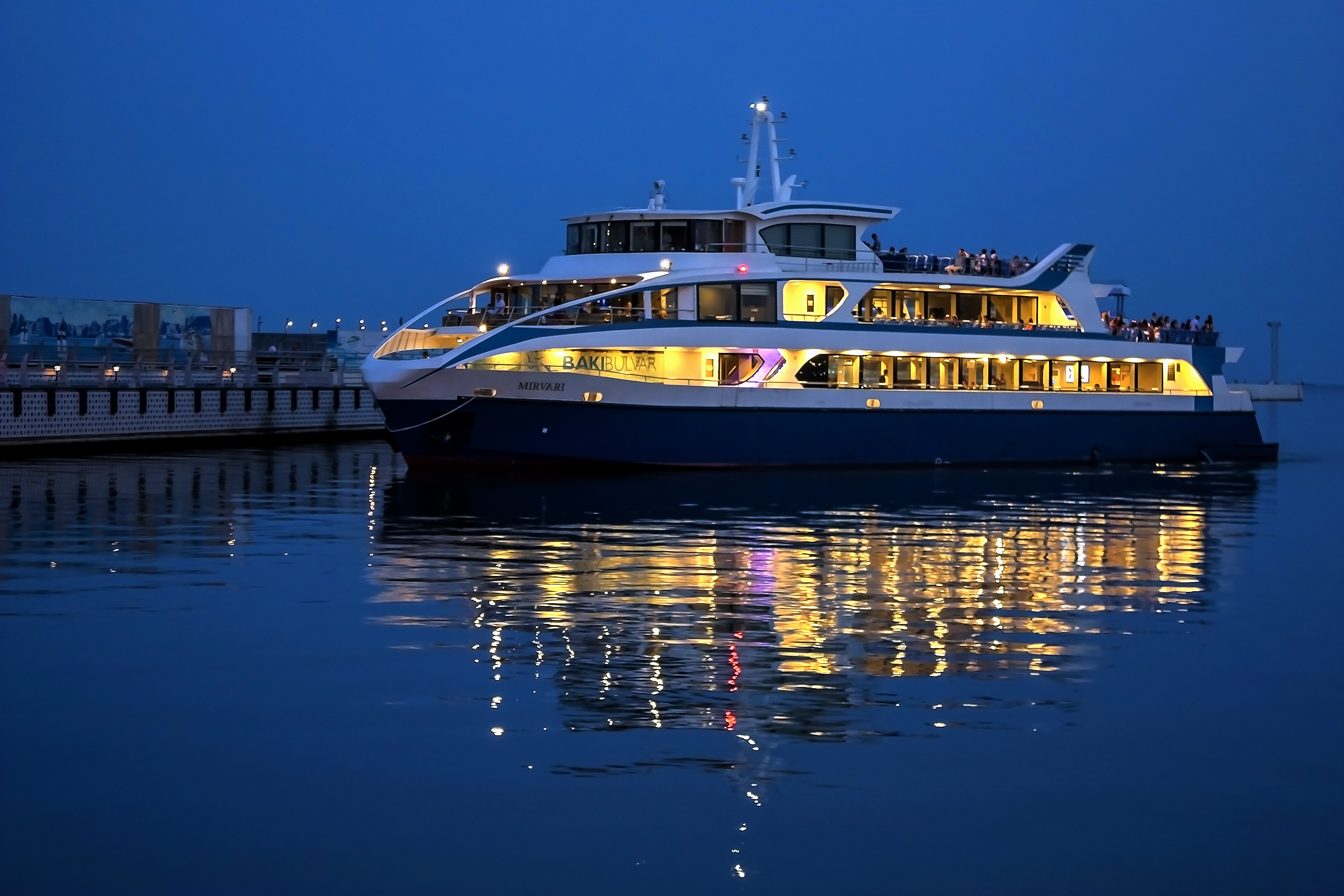
تور قایق در باکو
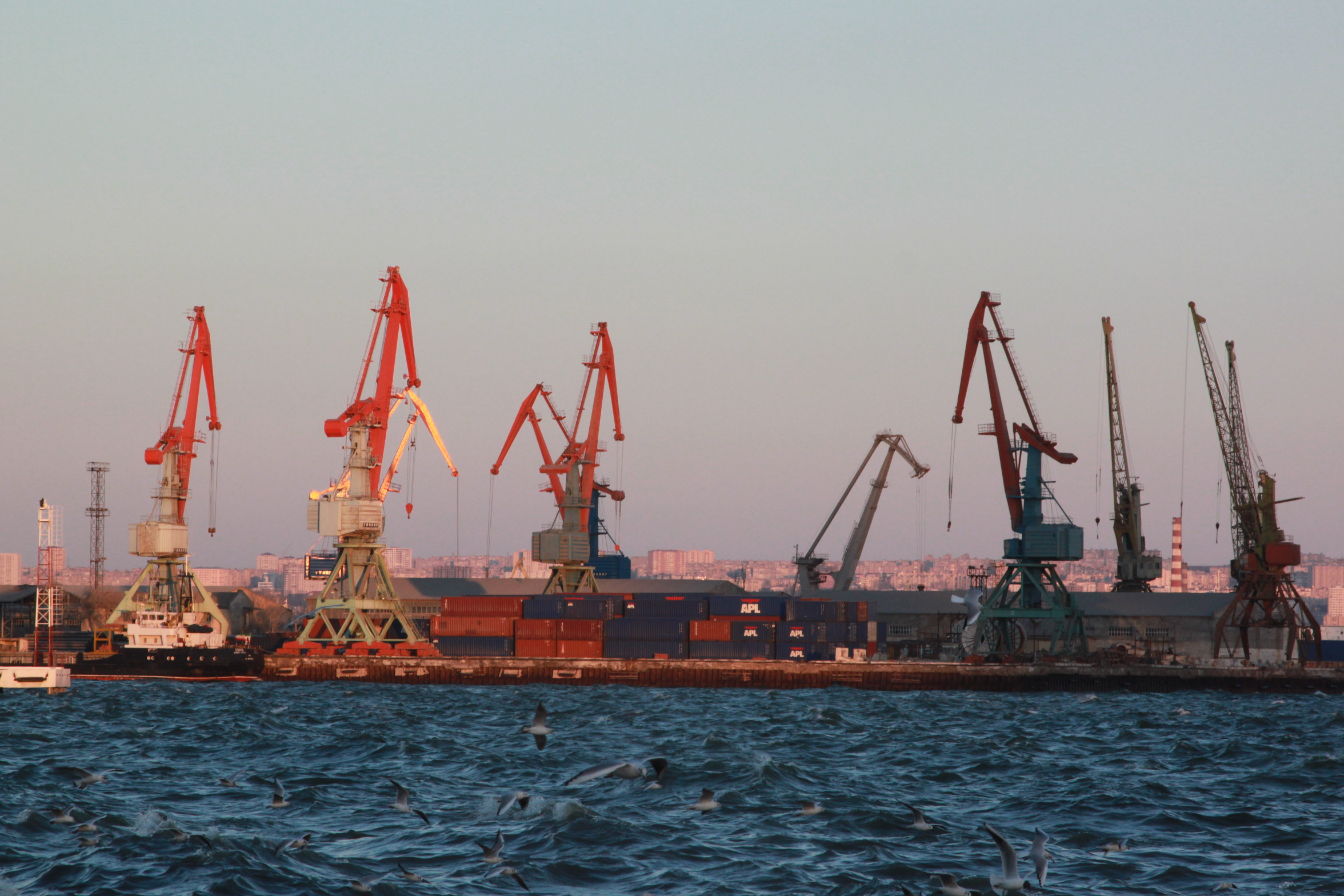
بندر باکو
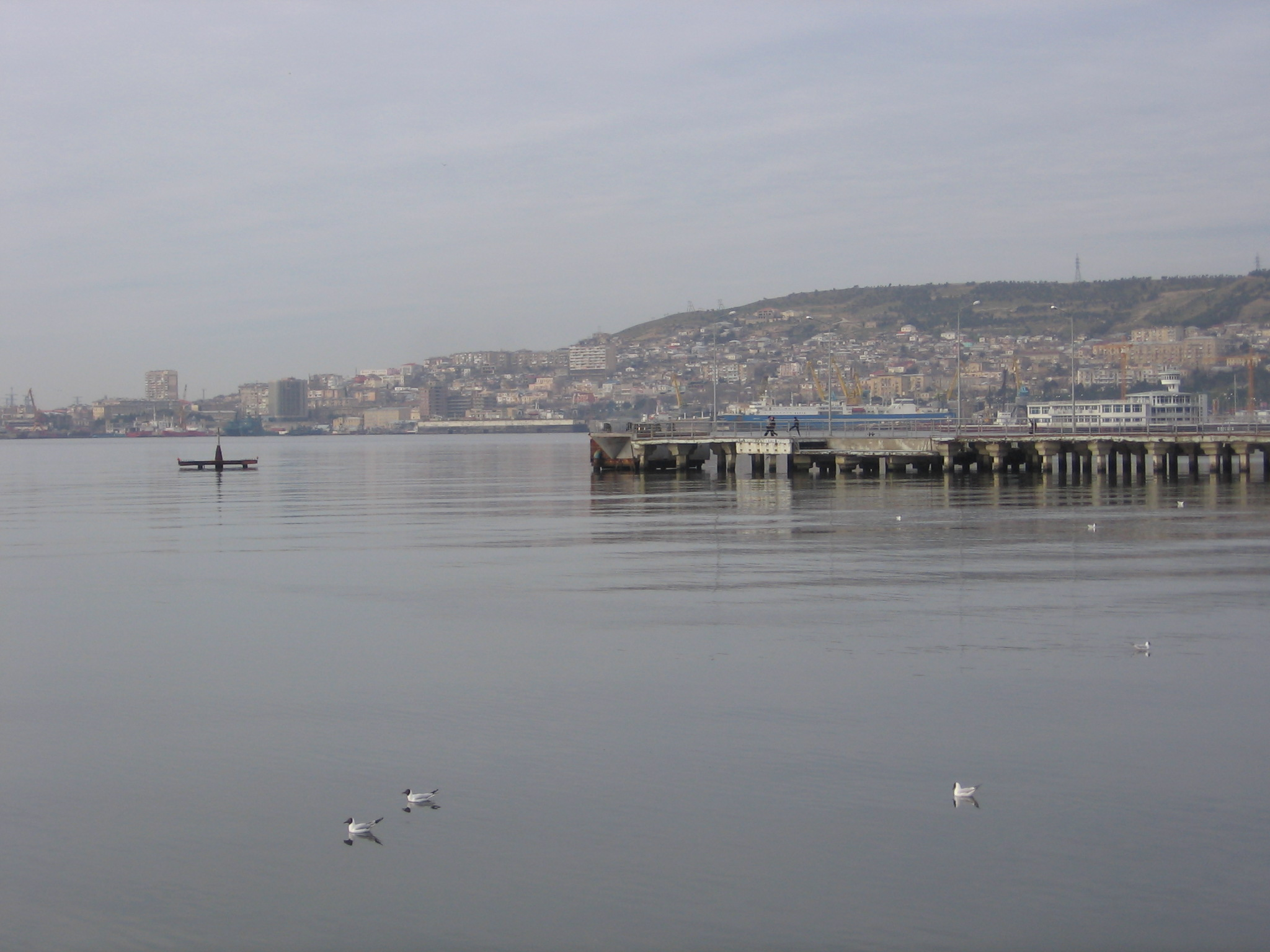
خلیج باکو در حومه باکو.
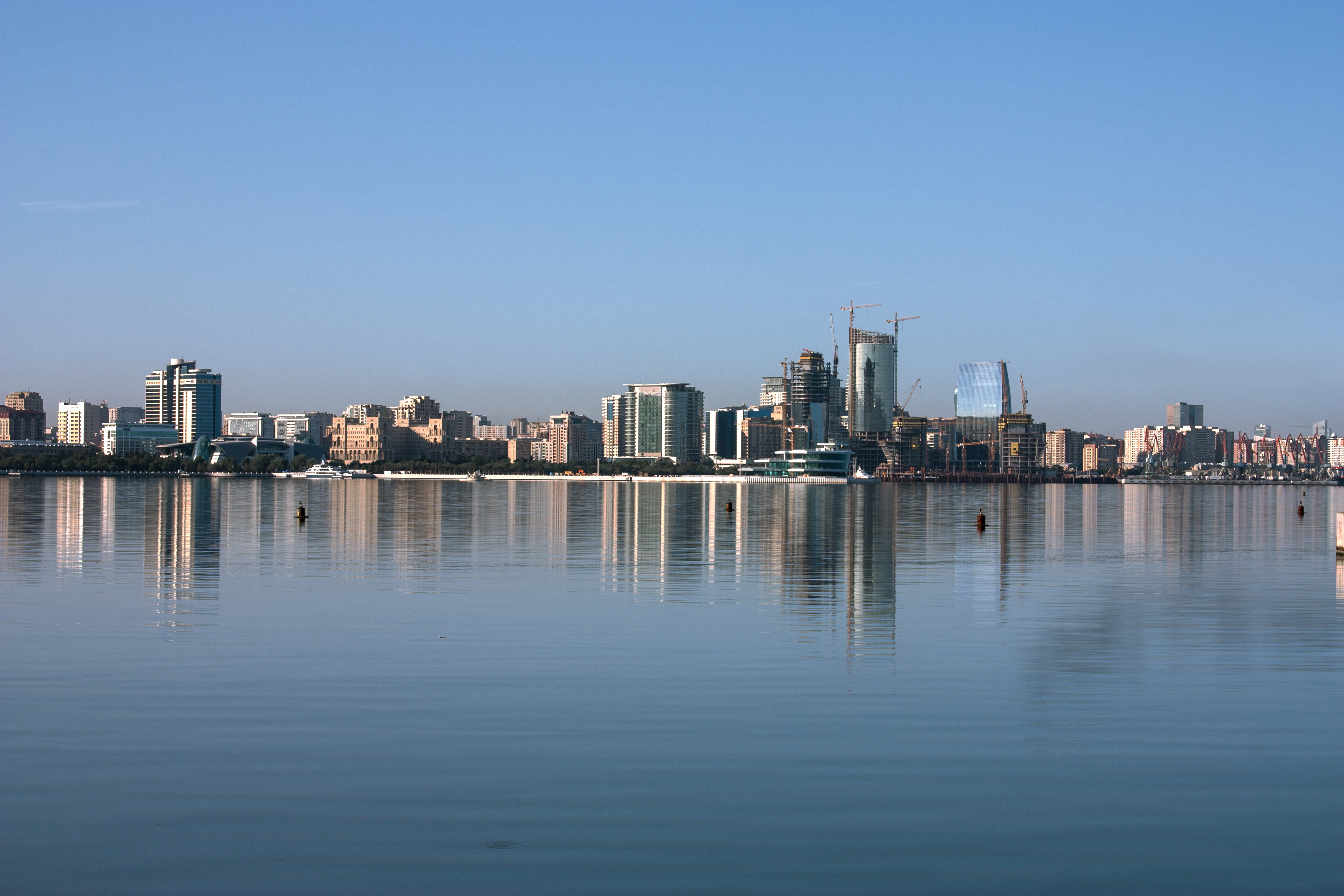
نمایی از خلیج باکو، آذربایجان
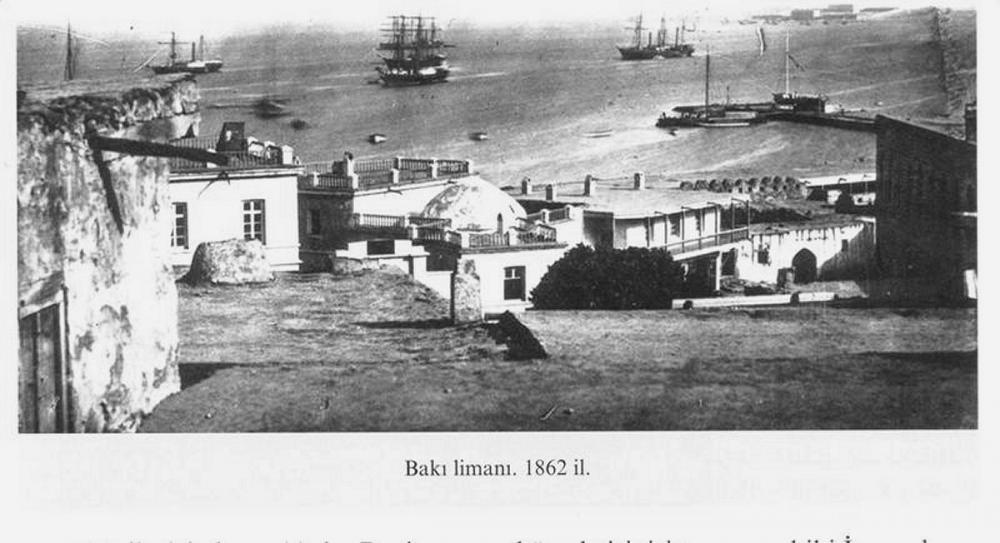
خلیج باکو ۱۸۶۲
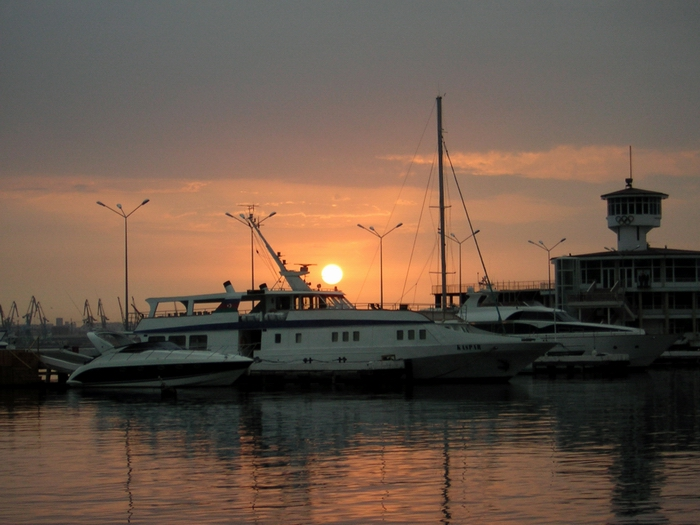
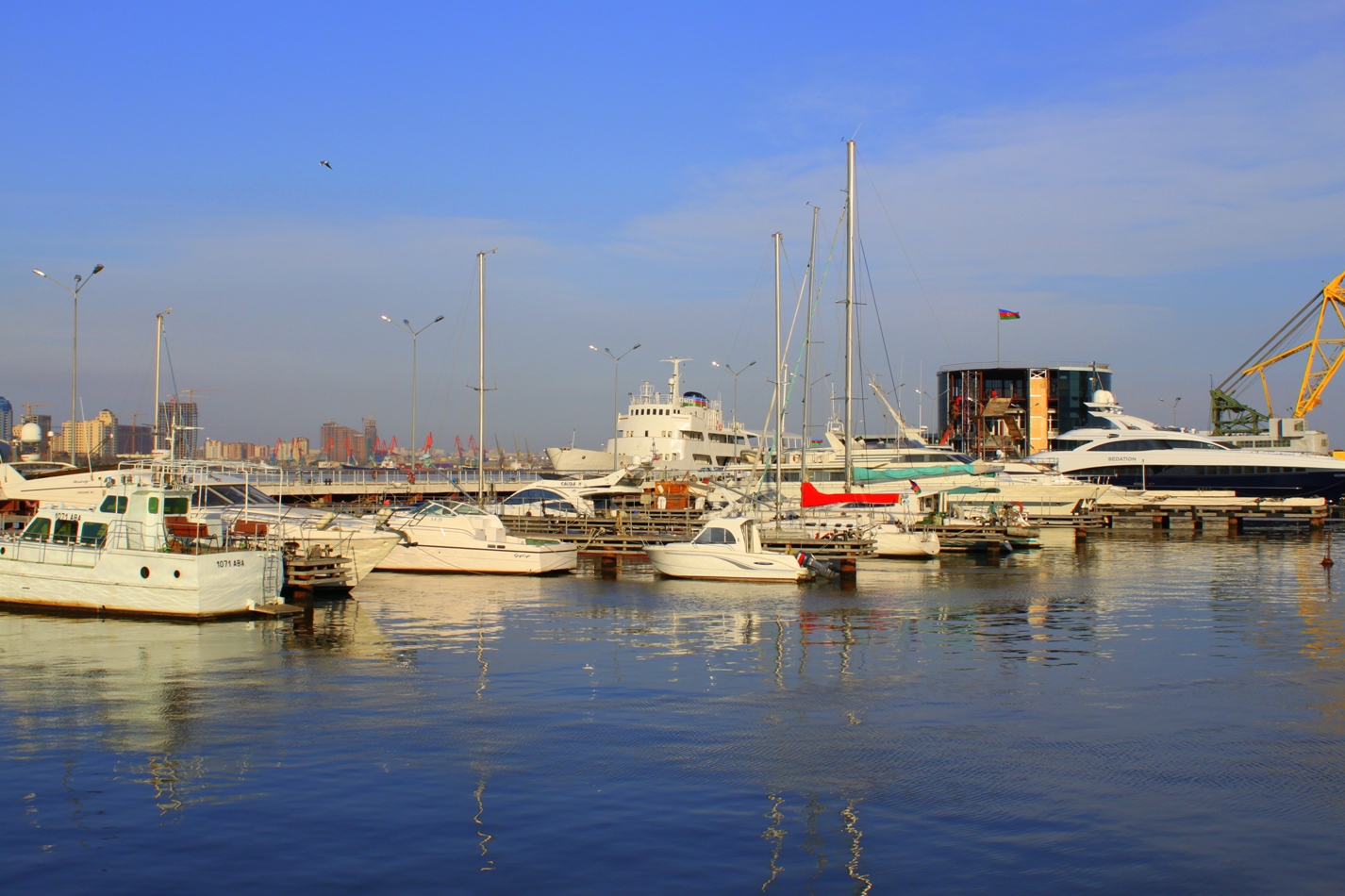
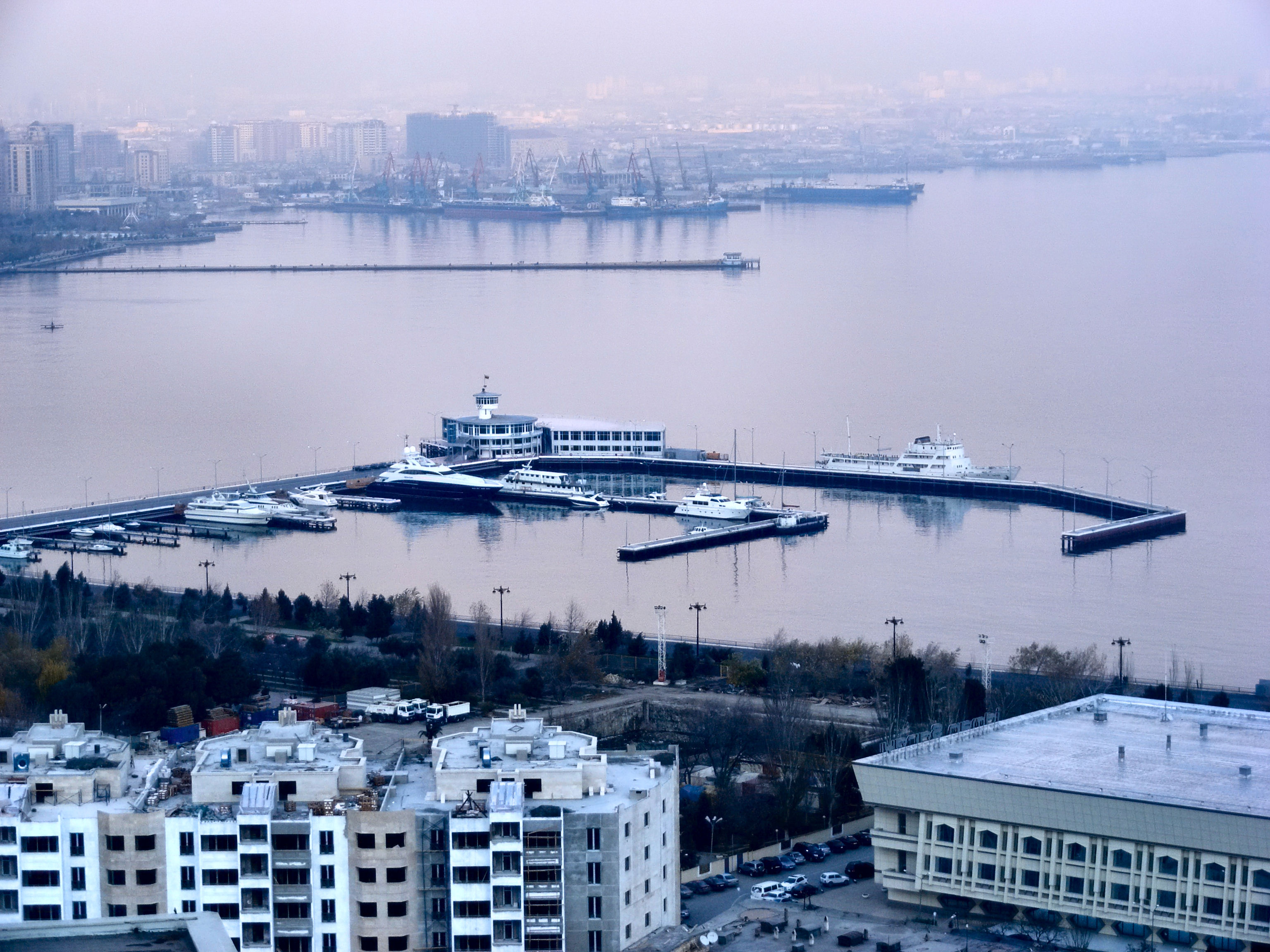
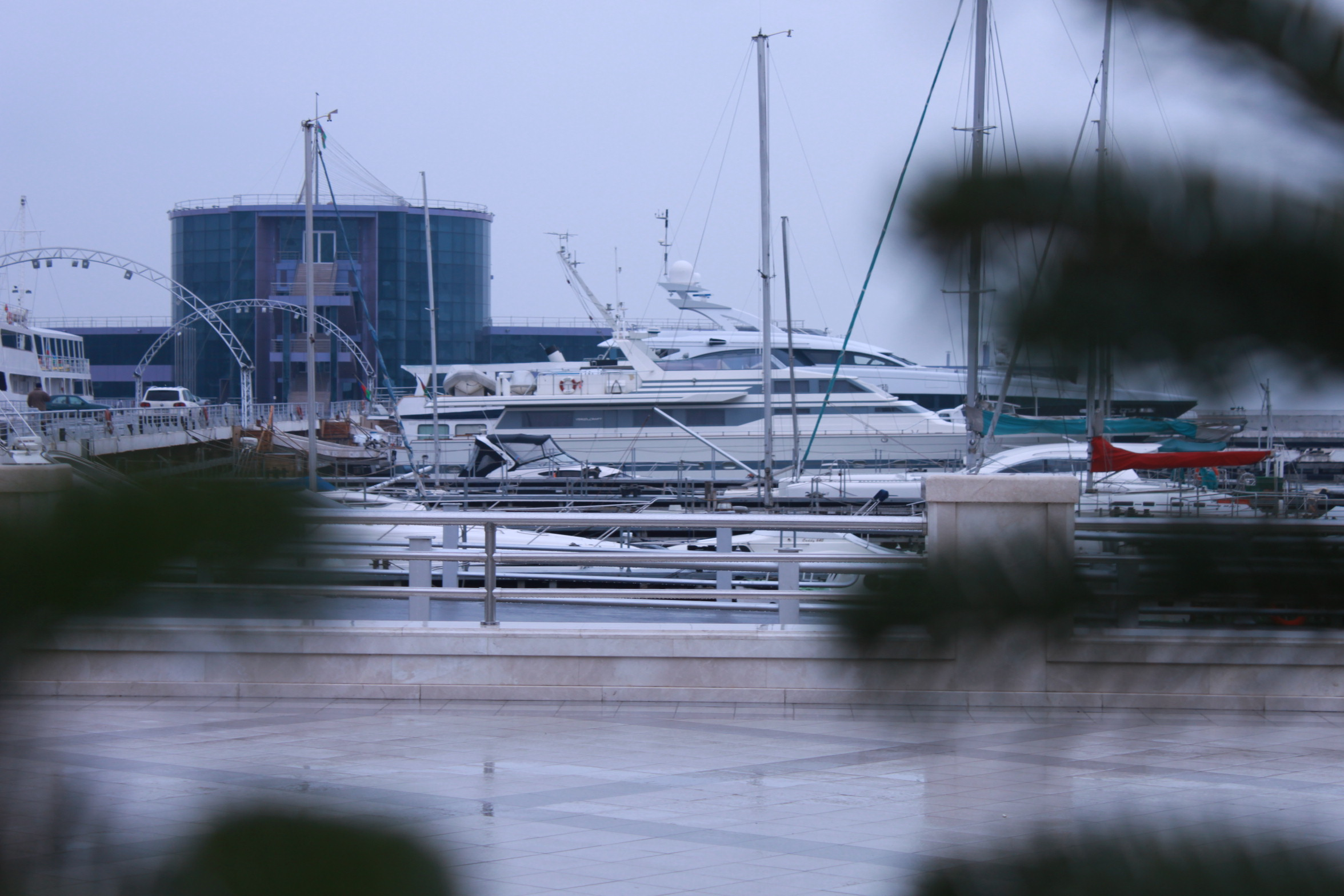
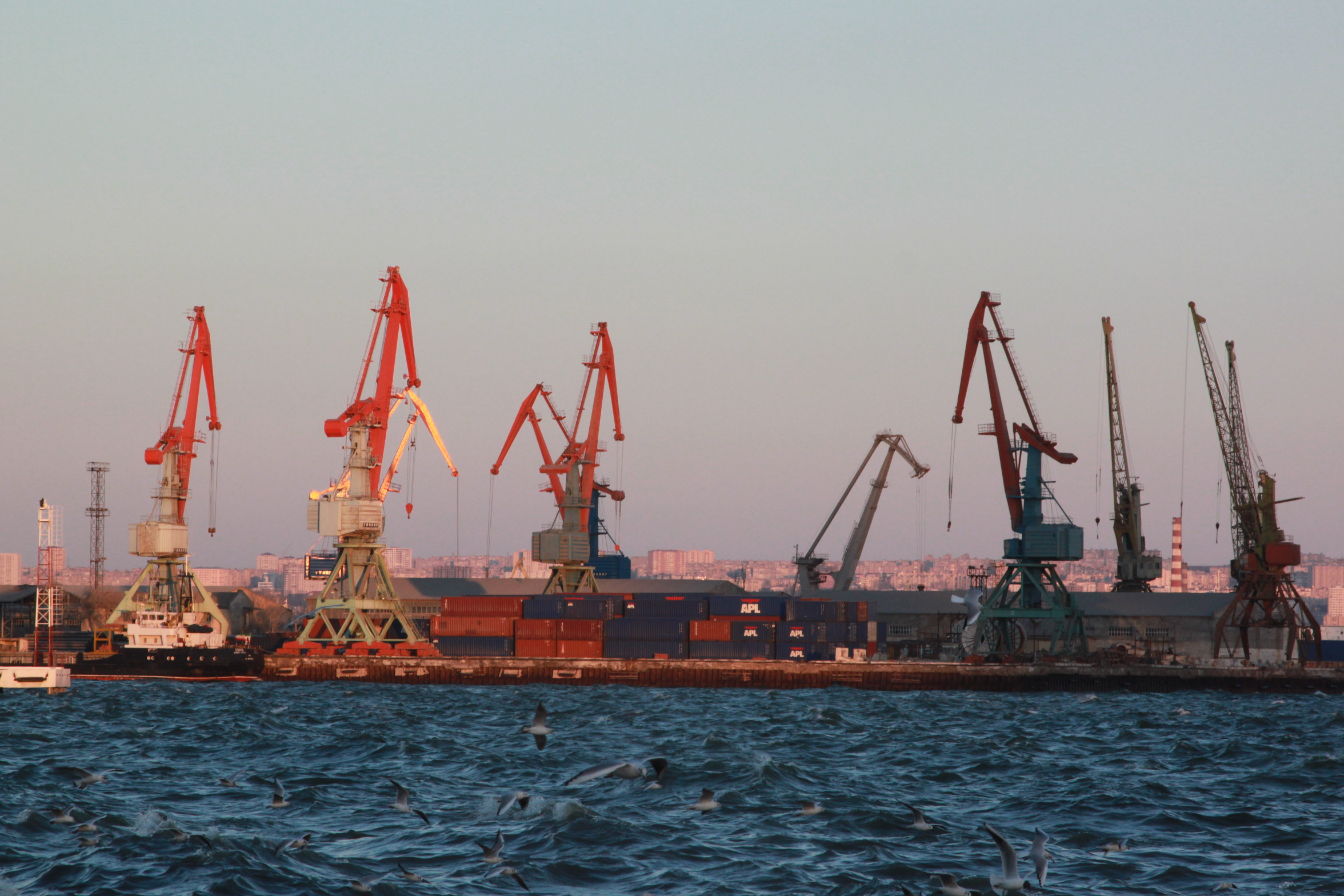
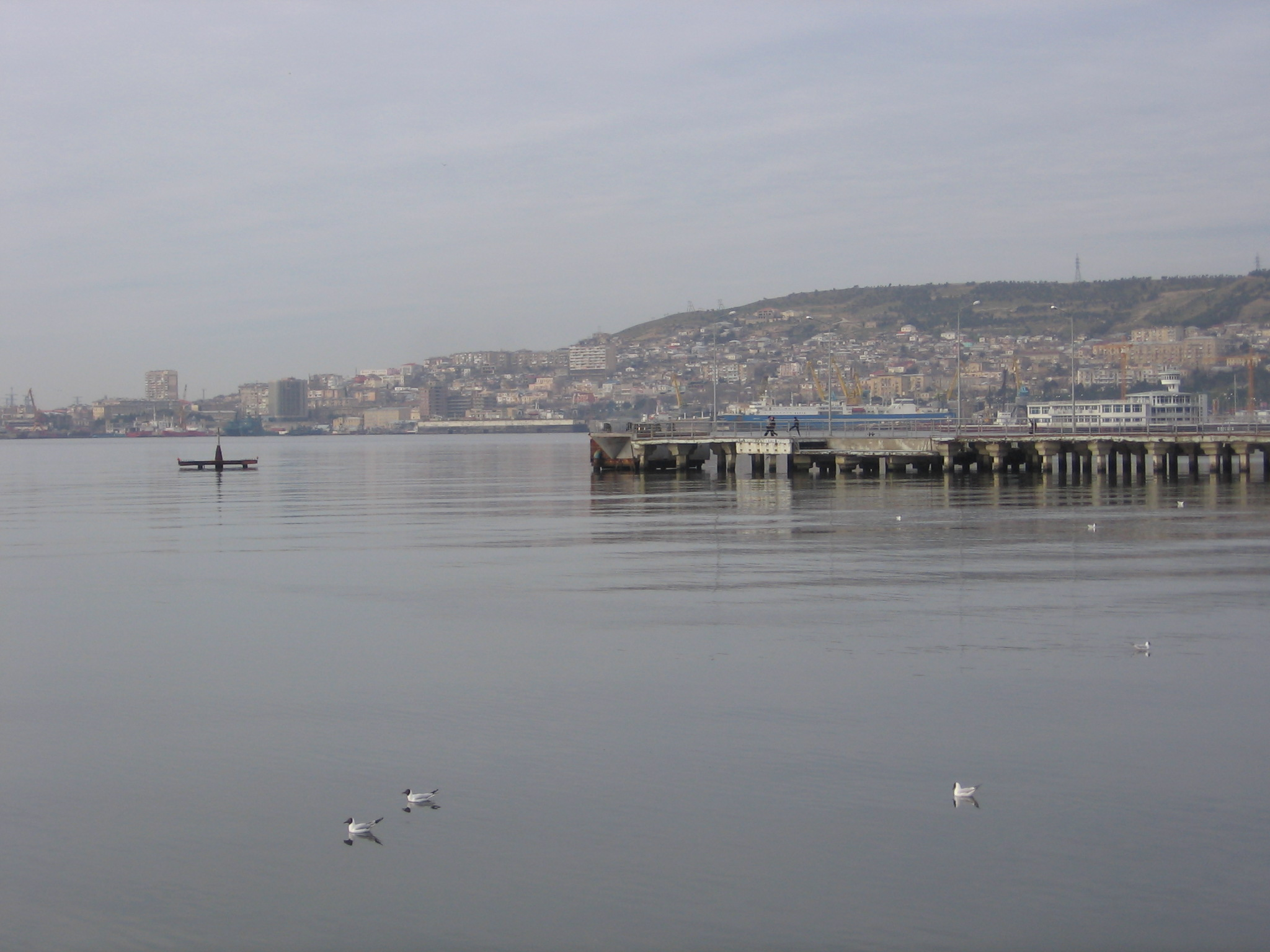